# Steppingley
Steppingley är en ort och civil parish i Storbritannien.   Den ligger i kommunen Central Bedfordshire i riksdelen England, i den södra delen av landet, 60 km nordväst om huvudstaden London. Steppingley ligger 105 meter över havet och antalet invånare är 233.
Terrängen runt Steppingley är platt. Runt Steppingley är det mycket tätbefolkat, med 1 266 invånare per kvadratkilometer. Närmaste större samhälle är Luton, 16,1 km sydost om Steppingley. Trakten runt Steppingley består till största delen av jordbruksmark.